# Xochitl Torres Small
Pour les articles homonymes, voir Torres et Small.
Xochitl Liana Torres Small, née le 15 novembre 1984 à Portland (Oregon), est une avocate et femme politique américaine. Membre du Parti démocrate, elle est élue du Nouveau-Mexique à la Chambre des représentants des États-Unis de 2019 à 2021.

## Biographie
Candidate dans un district favorable au Parti républicain, Torres Small est perçue comme une candidate prometteuse par son charisme, ses liens avec la circonscription et sa lutte pour le droit à l'eau. Le 19 septembre 2018, The Cook Political Report décide de déplacer son pronostic électoral de favorable aux républicains vers pivot.
Le soir des élections du 6 novembre 2018, son adversaire, la républicaine Yvette Herrell, est donnée gagnante par plusieurs grandes chaînes américaines, dont CNN. Cependant, les votes par procuration, qui sont comptés plus tard, sont largement en faveur de Torres Small, ce qui permet à cette dernière de prendre une avance d'un peu plus de 2 700 votes sur Harrell. Elle est par la suite déclarée vainqueur et devient la représentante des États-Unis pour le 2e district congressionnel du Nouveau-Mexique lors de la 116e législature du Congrès des États-Unis.
En 2020, Torres est de nouveau candidate et affronte de nouveau Herrell. Dans une soirée difficile pour les démocrates à la Chambre des représentants, elle est défaite par la républicaine. Elle est par la suite nommée par l'administration Biden pour être sous-secrétaire à l'Agriculture pour le développement rural. Elle est confirmée unanimement à ce poste le 7 octobre 2021.
Le 15 février 2023, Torres Small est choisie pour remplacer Jewel H. Bronaugh comme secrétaire adjointe à l'Agriculture. Confirmée le 11 juillet 2023 par un vote de 84 contre 8, elle prête serment le lundi suivant, devenant la première latina à occupé le poste.

### Articles annexes
- Liste des représentants du Nouveau-Mexique